# Antonio Perošević
Antonio Perošević (* 6. März 1992 in Osijek) ist ein kroatischer Fußballspieler.

## Karriere

### Verein
Am 13. Mai 2010 debütierte Perošević am letzten Spieltag der Saison für seinen Jugendverein NK Osijek gegen Cibalia Vinkovci in der 1. HNL. Nachdem er ein Jahr lang unter Verletzungen gelitten hatte, etablierte sich Antonio Perošević in der ersten Mannschaft von Osijek in der Rückrunde der Erstligaspielzeit 2011/12 als Stammspieler. Er kam außerdem in der Europa-League-Qualifikationsphase 2012/13 in allen vier Spielen zum Einsatz und erzielte dabei einen Treffer. Bis 2017 absolvierte der Stürmer 138 Pflichtspiele für Osijek und erzielte dabei 37 Tore. Dann folgte der Wechsel zum Puskás Akadémia FC nach Ungarn, von wo er nach der Saison an Al-Ittihad Kalba SC in die UAE Pro League verliehen wurde. Im Sommer 2019 nahm ihn dann Ligarivale Újpest Budapest unter Vertrag. Nach zwei Jahren und dem Gewinn des nationalen Pokals ging er anschließend weiter zum indischen Franchiseverein SC East Bengal.

### Nationalmannschaft
Am 9. Juni 2010 debütierte Antonio Perošević für die kroatische U-18-Nationalmannschaft gegen Serbien. Sein Debüt für die U-20-Nationalmannschaft von Kroatien gab Perošević am 13. März 2012 gegen Slowenien. Im Mai 2012 absolvierte er gegen Ungarn und Serbien zwei weitere Einsätze für die kroatische U-20-Auswahl. Im Januar 2017 folgten bei einem Turnier in China seine einzigen beiden Einsätze in der kroatischen A-Nationalmannschaft.

## Erfolge
- Ungarischer Pokalsieger: 2021